# Risto Laakkonen
Risto Laakkonen (n. 6 mai 1967, Kuopio, Finlanda) este un săritor cu schiurile ce a reprezentat Finlanda, medaliat olimpic. A participat la o ediție a Jocurilor Olimpice (1992) în care a câștigat o medalie de aur.

## Participări
Lista de mai jos prezintă principalele competiții la care a participat Risto Laakkonen de-a lungul carierei.
- ski jumping at the 1992 Winter Olympics – large hill team[*]